# 안녕, 소중한 사람
안녕, 소중한 사람(Plus que jamais, More Than Ever)은 노르웨이에서 제작된 에밀리 아테프 감독의 2022년 드라마 영화이다. 비키 크립스 등이 주연으로 출연하였다.2022년 제75회 칸 영화제 주목할만한 시선 초청작이다.

## 출연

### 주연
- 비키 크립스 : 엘렌 역
- 가스파르 울리엘 : 마티유 역

### 조연
- 비에른 플로베르그 : 벤트 역

## 기타
- 주연배우 가스파르 울리엘의 유작 중 하나이다. 안녕, 소중한 사람-문나이트-코마 순으로 촬영했으며, 본작은 그의 스키 사고로 인한 사망 당시 후시 녹음 일정이 남아있었다고 한다.[5] 특이할만한 점은 주요 인물 중에서 시한부 인생 역을 맡은 사람이 빅키 크리엡스(엘렌 역)과 비에른 플로베르그(벤트 역)였고, 가스파르 울리엘이 맡은 마티유는 건강하게 설정된 배역이라 영화가 더 진행되었으면 가장 오래 살아남았을텐데, 영화와 실제가 반대가 되어버린 셈.